# Град Бијељина
Град Бијељина је град у Републици Српској, Босни и Херцеговини. Сједиште града је градско насеље Бијељина. Град заузима површину од око 734 km2. Према коначним подацима Пописа становништва БиХ 2013. године за Републику Српску које је издао Републички завод за статистику а требало да преузме и објави Агенција за статистику Босне и Херцеговине, у Граду Бијељини је пописано 103.874 (податак РЗС) или 107.715 (податак АГС) лица.
Бивша општина Бијељина је добила статус града 18. јула 2012. одлуком Народне скупштине Републике Српске када је усвојен „Закон о Граду Бијељина”, односно „Закон о локалној самоуправи Републике Српске”. Закон је ступио на снагу 26. јула 2012. године када је објављен у Службеном гласнику Републике Српске (Службени гласник Републике Српске 70/2012).

## Географија
Град Бијељина се налази у сјевероисточном дијелу Републике Српске и Босне и Херцеговине. Смјештена је у области Семберије. Други је по броју становника у Републици Српској, након града Бање Луке, и пети у Босни и Херцеговини. Са југа и запада граничи се са Брчко Дистриктом и општинама Лопаре, Угљевик и Зворник, док се на сјеверу и истоку граничи са Србијом преко ријека Саве и Дрине.

### Водени токови
Бистрик је водени ток који тече од села Дворови до ушћа у други бијељински водени ток Дашницу, мало прије ушћа у Саву код узвишења Висоц. Бистрик у ствари представља један пресушени рукавац Дрине. Друга рјечица у општини Бијељина је Дашница која скупља мале поточиће из ниског подбрђа Мајевице. Данас су ови водени токови кроз равницу Семберију скоро пресушили због мелиорације и просијецања канала Дашница, који с два рачвања иде од Јање до Горњег Црњелова и приближно означава границу равне Семберије. Јужном границом општине Бијељина тече рјечица Тавна и ријека Јања која има дужину од 57 km и површину слива од око 300 km2 а протиче кроз три општине Семберије и Мајевице.
Чувене су љековите воде Бање Дворови у насељу Дворови 6 km од Бијељине. У склопу љечилишта изграђен је и отворени базен олимпијских размјера који се пуни термалном и питком водом. Термална вода Бање Дворови, чија је темепература виша од 38 °C, третира се као хипертермална вода и помаже у лијечењу разних кожних болести, неких облика чирева и постреуматских стања. Одличне услове за купање и риболов пружа десна обала Дрине, пред њено ушће у Саву.

### Геолошки састав
У геолошком смислу, равна Семберија је некада била дио Панонског мора (Паратетис), које је постојало од почетка миоцена око 30 милиона година и пресушило током ледених доба. Данашњи изглед равнице је резултат рада ерозија током ледених доба и нарочито ријечних наплавина — флувијалне ерозије. Брежуљци су резултат маринско-језерских седимената, за разлику од Мајевице која је флишни динарид. У Семберији која представља равну наплавину ријеке Дрине, превладава плодна црница и деградирани чернозем, а дијелом и ритска црница и ријечни наноси.

## Насељена мјеста
Према Попису становништва из 1991. године на подручју данашњег Града Бијељине налазила су се сљедећа насељена мјеста: Амајлије, Балатун, Бањица, Батар, Батковић, Бијељина, Бјелошевац, Бријесница, Бродац Горњи, Бродац Доњи, Буковица Горња, Буковица Доња, Велика Обарска, Велино Село, Вршани, Главичице, Главичорак, Глоговац, Гојсовац, Голо Брдо, Даздарево, Дворови, Драгаљевац Горњи, Драгаљевац Доњи, Драгаљевац Средњи, Загони, Јања, Јоховац, Кацевац, Кованлук, Којчиновац, Крива Бара, Љељенча, Љесковац, Магнојевић Горњи, Магнојевић Доњи, Магнојевић Средњи, Међаши, Модран, Ново Насеље, Ново Село, Обријеж, Остојићево, Патковача, Пиперци, Попови, Пучиле, Рухотина, Суво Поље, Тријешница, Трњаци, Ћипировине, Хасе, Црњелово Горње, Црњелово Доње, Чађавица Горња, Чађавица Доња, Чађавица Средња, Чардачине и Ченгић.
Поред горенаведених насељених мјеста, према Попису становништва из 2013. године на подручју Града Бијељине налазе се још: Градац-Ступањ, Доњи Загони, Мала Обарска, Нови и Слобомир.

## Мјесне заједнице
Град према информацијама из 2012. у Граду има 68 мјесних заједница, од чега 13 градских и 55 сеоских.
- МЗ Амајлије
- МЗ Балатун
- МЗ Бањица
- МЗ Батар
- МЗ Батковић
- МЗ Бјелошевац
- МЗ Богдановићи
- МЗ Бријесница
- МЗ Бродац
- МЗ Буковица Горња
- МЗ Буковица Доња
- МЗ Велика Обарска
- МЗ Велино Село
- МЗ Вељко Лукић
- МЗ Вршани
- МЗ Вук Караџић
- МЗ Галац
- МЗ Главичице
- МЗ Глоговац
- МЗ Голо Брдо
- МЗ Градац
- МЗ Даздарево
- МЗ Дашница
- МЗ Дашница
- МЗ Дворови
- МЗ Драгаљевац Горњи
- МЗ Драгаљевац Доњи
- МЗ Драгаљевац Средњи
- МЗ Загони
- МЗ Загони Доњи
- МЗ Јања
- МЗ Јоховац
- МЗ Ковачићи
- МЗ Којчиновац
- МЗ Крива Бара
- МЗ Лединци
- МЗ Љељенча
- МЗ Љесковац
- МЗ Магнојевић Горњи
- МЗ Магнојевић Доњи
- МЗ Магнојевић Средњи
- МЗ Мала Обарска
- МЗ Међаши
- МЗ Модран
- МЗ Нови
- МЗ Ново насеље
- МЗ Обријеж
- МЗ Остојићево
- МЗ Патковача
- МЗ Петнаеста мајевичка
- МЗ Пиперци
- МЗ Попови
- МЗ Пучиле
- МЗ Рухотина
- МЗ Соколски дом
- МЗ Стари град
- МЗ Суво Поље
- МЗ Трњаци
- МЗ Филип Вишњић
- МЗ Хасе
- МЗ Центар
- МЗ Црњелово Горње
- МЗ Црњелово Доње
- МЗ Чађавица Горња
- МЗ Чађавица Доња
- МЗ Чађавица Средња
- МЗ Чардачине
- МЗ Ченгић

## Политичко уређење

### Општинска администрација
Градоначелник Града представља и заступа Град и врши извршну функцију у Бијељини. Избор градоначелника се врши у складу са изборним Законом Републике Српске и изборним Законом БиХ. Градску администрацију, поред градоначелника, чини и скупштина града. Институционални центар Града Бијељине је насеље Бијељина, гдје су смјештени сви градски органи.
Градоначелник Града Бијељине је Љубиша Петровић испред Српске демократске странке, који је на ту функцију ступио након локалних избора у Босни и Херцеговини 2020. године. Састав скупштине Града Бијељина је приказан у табели.

## Национални састав
Током рата у БиХ, муслиманско становништво се већином исељавало из Бијељине, док је велики број Срба из других градова Федерације БиХ био прогнан у Бијељину. На тај начин је Бијељина одиграла значајну улогу за српске избјеглице из Сарајева, Тузле и Зенице, али и других крајева Федерације.
Према коначним подацима Пописа становништва БиХ 2013. године за Републику Српску које је издао Републички завод за статистику а требало да преузме и објави Агенција за статистику Босне и Херцеговине, у Граду Бијељини је пописано или 103.874 (податак РЗС) или 107.715 (податак АГС) лица.
| Националност (насељено мјесто) | 2013.                                 | 1991.           | 1981.           | 1971.           |
| Срби                           | 91.784 (85,21%) или 89.474 (86,14%)   | 57.541 (59,44%) | 56.029 (60,37%) | 60.595 (69,79%) |
| Муслимани/Бошњаци              | 13.090 (12,15%) или .11.680 (11,24%)  | 30.314 (31,32%) | 24.282 (26,16%) | 23.343 (26,88%) |
| Хрвати                         | 515 (0,48%) или 498 (0,48%)           | 517 (0,53%)     | 500 (0,54%)     | 806 (0,93%)     |
| Југословени                    | —                                     | 4.256 (4,40%)   | 9.090 (9,79%)   | 747 (0,86%)     |
| остали и непознато             | 2.326 (2,15%) или 2.222 (2,14%)       | 4.168 (4,30%)   | 2.907 (3,13%)   | 1.335 (1,54%)   |
| Укупно:                        | 107.715 (00,00%) или 103.874 (00,00%) | 96.796 (00,00%) | 92.808 (00,00%) | 86.826 (00,00%) |

|             | \| Демографија[1][2][9] \| Демографија[1][2][9] \| Демографија[1][2][9] \| \| Година \| Становника \| Становника \| \| -------------------- \| -------------------- \| -------------------- \| \| 1948. \| 63.877 \| \| \| 1953. \| 86.865 \| \| \| 1961. \| 78.890 \| \| \| 1971. \| 86.826 \| \| \| 1981. \| 92.808 \| \| \| 1991. \| 96.796 \| \| \| 2013. \| \| ?103.874 \| |            |
| Демографија | |            |
| Година      | Становника | Становника |
| 1948.       | 63.877 |            |
| 1953.       | 86.865 |            |
| 1961.       | 78.890 |            |
| 1971.       | 86.826 |            |
| 1981.       | 92.808 |            |
| 1991.       | 96.796 |            |
| 2013.       | | ?103.874   |

### Националне мањине

#### Јевреји
Најранији трагови о насељавању Јевреја у Бијељину потичу из половине XIX вијека. Тада су се у овај град у Семберији населиле породице шпанских Јевреја — Сефарада, који су долазили из Солуна, Скопља и Сарајева. Најприје су се доселиле породице Папо, Салом, Данон, Алтарац и Алкалај. Према турском попису становништва из 1865. године у Зворничком санџаку (касније Тузлански округ) само је у Бијељини било Јевреја — пописане су 93 мушке главе. То је био и најбољи доказ да је Бијељина била центар трговине у сјевероисточној Босни, јер је познато да су се Јевреји најрадије насељавали у оне градове који су имали најбоље услове за ову врсту занимања. Још 1867. године Јевреји у Бијељини су имали свој храм и конфесионалну основну школу, тзв. Мелдар са 11 мушких ученика (школу су похађала само мушка дјеца). Мелдар се налазио до почетка Другог светског рата у уличици одмах иза Српско-православног архијерејског намјесништва, у близини тадашње гимназије. Школа је била смјештена у приземној згради. Посљедњи вјероучитељ у тој школи био је Арон Алтарац, који је истовремено вршио и функцију хонорарног наставника јеврејске вјеронауке у Бијељинској гимназији. Мелдар је уништен за време Другог светског рата. Уз храм Јевреји су имали приручну библиотеку. Сефарди су се углавном населили у дијелу града око Српске основне школе (касније гимназија), у Шабића махали. Од досељења већина Јевреја била је насељена у некадашњој улици Маршала Тита и улици Фадила Јахића Шпанца, до градског парка. Послије 1878. у Бијељину су се почели насељавати Јевреји њемачког порекла, тзв. Ашкенази. Међу првима су се населили Гринфелд Габор (1890. године), Арпад Вајс (1895. године) и нешто касније Вилим Швицер. Сви наведени Јевреји били су познати бијељински велетрговци. Све до изградње великог заједничког храма—синагоге почетком XX века, који се налазио на простору данашњег парка, испред хотела Дрина, Сефарди и Ашкенази су имали засебне храмове, вјерске школе и рабине. Нови јеврејски храм био је веома простран, са галеријама на спрату и са два торња. Садржавао је и елементе источњачке архитектуре. Посљедњих неколико година храм су опслуживала два рабина. У току Другог свјетског рата, Нијемци — а посебно њемачка мањина из Францјозефсфелда (данас Ново село) — извршили су погром над јеврејским храмом и онеспособили га за сваку употребу.
Попис становништва из 1879. за БиХ показује да је у котару Бијељина било 149 Јевреја и да су сви били настањени у граду. У односу на укупан број од 6.090 становника Бијељине, Јевреја је било 2,44%. До другог по реду пописа становништва у Аустроугарској, извршеног 1. маја 1885. године, број Јевреја у котару Бијељина порастао је за 170, па их је било укупно 319 или 0,83% од укупног броја становника котара. Од тога су у граду Бијељини била 293 Јевреја или 3,75% од укупног броја становника града. Занимљиво је да је десет година касније (трећи по реду аустроугарски попис, из 1895. за БиХ) број Јевреја у Бијељинском котару остао на бројци 319, од чега у граду 306 или 3,28% од укупног броја становника Бијељине. У односу на укупан број становника Бијељинског котара Јевреја је било 0,67%. Четврти попис становништва из 1910. за БиХ показује да се број Јевреја у котару Бијељина повећао за 128, па их је било 447 или 0,77% од укупног броја становника котара. Од тога је у граду било 429 Јевреја или 4,26% од укупног броја становника Бијељине. Највећи број Јевреја чинили су Сефарди, укупно 400, док је Ашкеназа било 47.
Одмах послије окупације земље домаћи „културбундовци” ставили су се на располагање њемачкој војсци. Они су већ у априлу 1941. године започели општу пљачку јеврејских радњи и станова. У близини Бијељине налазило се село „Петрово Поље” (данас Ново село), у коме је живјело доста Нијемаца. Одмах по окупацији ово село је промијенило име у „Шенборн”. То је било име једног њемачког мајора који је командовао приликом заузећа Бијељине. Домаћи Нијемци одмах су заузели све јеврејске радње, и то не као повјереници, већ су се понашали као власници. Праве власнике тих радњи водили су на присилне радове, злостављали их и располагали њима као својим робовима. Током 1941. године Јевреји из Бијељине су у више махова по наређењу Карла Лајтенбергера, крајслајтера Културбунда и фолксдојчера Хајнриха Винтеркорна морали предати новац, злато и драгоцјености, јер су им запријетили стријељањем ако не изврше наређење. У подручју Бијељине живјело је до рата преко 400 Јевреја. Нико није смио остати код својих кућа, изузев двије жене у мјешовитом браку, од којих је једна убијена. У логоре је одведено 200 Јевреја, од којих се ниједан није вратио. Од пребјеглих на ослобођену територију, као активиста и бораца НОП-a погинуло их је 11 а 7 било ухваћено од 13. СС дивизије. Остатак се спасио прелажењем на ослобођену територију, бјекством на италијанско окупационо подручје или у војном заробљеништву.

#### Каравласи
Каравласи (тур. Црни Власи) често се мијешају са Ромима; себе сматрају посебним народом поријеклом из Румуније. Каравласи су у ове крајеве дошли почетком XIX века из Влашке у Румунији. Сада су насељени у селима Батковић и Модран код Бијељине, те у Малом Ситнешу код Српца, Драгашевцу код Власенице, Возућој на планини Озрен, у Деветинама код Прњавора и Остружњи Горњој и Доњој код Станара. Сада у Батковићу, насељу надомак Бијељине, живи велики број Каравлаха у око двјеста кућа, а међу њима је и око тридесетак породица њихових сународника, који су почетком рата у Босни и Херцеговини избјегли из Федерације БиХ, из села Маоче на обронцима Мајевице. Батковљански Каравласи поодавно су престали да обрађују дрво. Многи од њих су се бавили музиком, а средином прошлог вијека отишли су на рад у Шведску, те нешто мање у Аустрију и Немачку. Највећа скупина их је у Гетеборгу у Шведској. У Батковићу су изградили најсавременије куће, а обрадиву земљу су — због запослења у иностранству — дали сусједима, батковљанским пољопривредницима у закуп. Каравласи у Семберији били су увијек на добром гласу — честити и поштени људи, вриједни и искрени. Већина их слави крсну славу Свету Петку, а мањи број Светог Николу и Ђурђевдан. Каравласи се подједнако користе српским и румунским језиком, односно дако-румунским дијалектом, али све чешће српским језиком.
Каравласи, су православне вјере, па је та њихова двојезичност довела до забуне о етничком идентитету. Наиме, Каравласи, староседиоци у Батковићу, имају тројни етнички идентитет. Изјашњавају се као Каравласи, али и као Румуни и Срби. Каравласи из Маоче у међусобном разговору користе искључиво румунски језик а у разговору са осталим народима српски језик, па се изјашњавају и као Румуни и као Каравласи. Тако им је језик, уз религију и два вијека заједничког живота са Србима у Семберији, имао кључну улогу у формирању идентитета Каравлаха у Батковићу.

#### Нијемци
Непосредно послије окупације Аустроугарске, насељавају се трговци Нијемци, а 1882. године на три километра од града населили су се Нијемци из Срема и Баната (поријеклом из Виртемберга). Насеље је добило назив Францјозефсфелд (њем. Franzjosefsfeld — досл. Поље Јозефа) послије Првог свјетског рата; касније Петрово Поље у част краља Петра I, данас Ново Село, постојало је све до 1942. године. Нијемци, нешто преко 2.000 људи, иселили су 1942. године. Команда њемачке војске је донијела одлуку да се комплетно село исели у пољски град Лођ. По Попису из 1931. у Краљевини Југославији на овом подручју је живјело око 2.000 Нијемаца, док данас у Бијељини живи само десетак породица њемачког поријекла.

#### Роми
По Попису становништва из 1981. у СФР Југославији 976 лица изјаснило се као Роми, док је Рома у Бијељини стварно било око 2.500 (велик број Рома изјаснио се да су Муслимани). Роми су се у овом крају појавили за вријеме турске царевине, почетком XVII вијека. Према поријеклу, етничком саставу и антрополошким одликама, бијељински Роми се дијеле у двије групе. Једна група је поријеклом из Египта а друга из Индије. И једни и други су у прошлости, све до времена СФРЈ, сматрани грађанима другог реда, називани разним погрдним именима и били строго изоловани у посебан дио града. Роми поријеклом из Египта (тур. „киптијан” — копти) мигрирали су послије турске инвазије на Египат почетком XVI вијека. Примили су ислам постепеним сељењем и преко Палестине и Анадолије док нису стигли на Балкан. Турци су се њима користили као помоћним особљем у својим походима у Европи, док су их у вријеме мира насељавали у посебна насеља. Тако је било и у Бијељини. Живјели су дуго са словенским суграђанима, изгубили су властити језик, обичаје и остале карактеристике посебне нације. Роми поријеклом из Индије мигрирали су из своје прадомовине пред најездом Монгола, па су постепеним сељакањем преко Авганистана, Ирана и Турске дошли на Балкан. Турци су ову скупину Рома називали „гурбети” (тур. за скитница). У околини Бијељине (село Равно поље) насељени су почетком XIX вијека. У току Другог свјетског рата четници су их протјерали из села у Бијељину. Послије Другог свјетског рата, комунистичка власт је у насељу Финцијев Салаш саградила 100 кућа. Одатле су постепено мигрирали у град. Данас живе на периферији Бијељине. Од ’60-их година велики број Рома је на раду у западној Европи. Подигли су модерне, савремено опремљене куће, а сматра се да ових Рома има приближно 1.500.

#### Словаци
Досељавање Словака у Бијељину почело је 1885. године када се 12 породица из мјеста Пивница, Ковачица, Љуба, Бингула и Бачки Петровац насељава у Љељенчу. Словаци су почели да се насељавају у Бијељини у потрази за бољим животним условима. Сви Словаци који су се тада доселили у Бијељину били су пољопривредници. Поред пољопривреде, неки од Словака су били и занатлије; коларски и ковачки занати су били међу најзаступљенијим. Једини познати изузетак је Јозеф Сенохрадски, индустријалац који је 1902. купио земљу и изградио једну од најмодернијих циглана у тадашњој Бијељини. За разлику од прве, трећа генерација Словака у Бијељини се након 1945. године окреће школовању и даје већи број интелектуалаца. Словаци у Бијељини, посебно они који су били економски моћнији, значајно су доприносили и развоју овог краја. Као илустрација ове тврдње су признања породици Шимон, тачније Михајлу Шимону и његовој супрузи Јулијани. Они су даровали 4,5 дунума земље у Љељенчи за изградњу основне школе, као и велики новчани прилог. Поред овога, Михајл је одликован и указом краља Петра II од 30. децембра. 1937. јер је као волонтер у два мандата био члан Извршног одбора Општине Бијељина. У то вријеме, Јулијана је била један од оснивача Просторног друштва за образовање женске дјеце „Књегиња Зорка”.
Од 2006. године у Бијељини постоји Удружење Словака Семберије „Јурај Јаношик”. Године 2009. је отворена Словачка евангеличка црква, а ријеч је о првом вјерском објекту те врсте у БиХ. Црква је изграђена донацијом Словака који живе у Семберији, уз помоћ Општине Бијељина и Амбасаде Словачке у БиХ. У Бијељини данас живи између 20 и 30 словачких породица.

## Знаменитости

### Споменик Краљу Петру
На главном тргу Бијељине, испред градске скупштине, налази се споменик краљу Петру I Карађорђевићу, реплика споменика подигнутог прије Другог свјетског рата. Аутор оригиналног споменика је хрватски вајар Рудолф Валдец. Током Другог свјетског рата усташе су споменик склониле са трга и уништиле, а и комунистичка власт по завршетку рата је одбила да га врати. Тек прве године Рата у Босни и Херцеговини, 1992. године, реплика споменика је постављена на мјесто на којем се налазио и оригинални споменик а на чијем је мјесту за вријеме СФРЈ стајао споменик борцима НОР-а. Аутор реплике је академски вајар Зоран Јездимировић.

### Манастир Тавна
Манастир Тавна је смјештен у јужном дијелу општине Бијељина. Првобитни манастир је задужбина синова Стефана Драгутина, Владислава и Урошица. Данашњи манастир је смјештен гдје и првобитни, и старији је од већине манастира у својој околини. У првим годинама турске владавине, манастир Тавна је био оштећен, али је уз помоћ православне заједнице током наредног времена поправљен. Између 1941. и 1945. године, усташе су бомбардовале овај манастир, али је поново поправљен након Другог свјетског рата.

### Манастир Свете Петке
Манастир Свете Петке је нови манастир у граду Бијељини. Налази се у сјеверном дијелу, у насељу Пет Језера. Манастир је рађен у руском стилу. Посвећен је Светој Петки и Светом Сергеју. У манастирском комплексу се налази старачки дом и споменик погинулим борцима ВРС и настрадалим цивилима општина Илијаш, Бреза и Високо у посљедњем рату.

### Бања Дворови
Бања Дворови се налази у селу Дворови, источно од Бијељине. Састоји се од хотела „Свети Стефан”, бањског медицинског блока, комплекса базена пуњених локалном термоминералном водом (75 °C), спортским теренима за тенис, мали фудбал и кошарку итд. Комплекс базена, који се састоји од једног олимпијског базена, додатна два базена за одрасле са средњом дубином, те два базена за дјецу и комплекса услужних радњи, током љетних периода представља главно мјесто за расхлађивање већине становништва Бијељине и околних села.

### Етно-село „Станишићи”
Етно-село „Станишићи” је етно-село у околини Бијељине (три километра од града). Комплекс је изграђен у марту 2003. године и у почетку се састојао од једног вјештачког језерцета, ресторана и поточића, али се временом ширио па данас садржи двије функционалне воденице — једну „дринску” (из 1917) и једну „поточну” (из 1937), мљекарник (из 1948), камени бунар, амбар, још једно језерце и ресторане са домаћим специјалитетима припреманим на традиционалном огњишту (гдје се служе и пецива од брашна самљевеног у двјема воденицама, као и јела савремене кухиње).
У организацији етно-села могуће су вожње фијакером и ловачким саоницама по семберским селима и обали Дрине.
У етно-селу „Станишићи” постоји и дрвена кућа из 1933. године у којој се продају уникатни дрвени намјештај (троношци, столице, столови), стари алати и други сувенири.

## Спорт
Почеци организованог бављења спортом у Бијељини се везују за 1908. годину и оснивање Гимнастичког друштва „Српски соколови” (под називом „Обилић”) које је било дио Свесловенског соколског покрета. У „Обилић” је била укључена скоро сва српска омладина из града и убрзо је друштво бројало преко 250 чланова. Соколари су вјежбали трчање, рвање, бацање кугле, дизање терета, бацање копља, изводили су вјежбе на справама — разбоју, вратилу, коњу с хватаљкама итд. Исте године основан је и „Муслимански соко” који је, поред спортских, имао и хорску и тамбурашку секцију, а ускоро је основан и „Хрватски соко”.
У Бијељини је 1929. године, захваљујући залагању угледних Бијељинаца, почела изградња „Соколског дома”; завршен је почетком 1932. године и одмах је постао једна од најрепрезентативнијих грађевина у граду.
Први спортски клуб у Бијељини основан је 1919. године под називом „Подриње”; слиједи оснивање клубова „Зора”, „Грађански” и „Семберија”, а 1938. године основан је и „Раднички”, претеча данашњег ФК Радник.
Послије Другог свјетског рата долази до снажнијег развоја спорта и физичке културе, а граде се и већи спортски терени у Бијељини, Јањи и Дворовима, спортске дворане у Бијељини и већим сеоским мјесним заједницама, као и олимпијски базен у Дворовима.
Бијељински спортисти су постизали значајне резултате на такмичењима на којима су учествовали, како на локалном тако и на међународном плану.
Прије Другог свјетског рата, претече данашњег ФК Радник били су ФК Подриње, Зора и Раднички, да би 14. јуна 1945. године био основан ФК Радник. То име је задржао до данас, сем што се у периоду од 1995. до 1997. звао ФК Пантери Бијељина.
Фудбалски клуб Радник је у три наврата од 1945. до 1991. наступао у II савезној лиги Југославије. Највећи успјех ФК Радник је забиљежио 1999. и 2005. године — када су били шампиони Републике Српске, али и 2010. године — када су освојили Фудбалски куп Републике Српске.
Фудбалски клуб Младост је клуб из Велике Обарске код Бијељине. ФК Младост је основан 1948. године у ФНРЈ под именом ДТВ „Партизан”. У Купу Републике Српске у фудбалу најбољи пласман је играње у четвртфиналу. Највећи успјех ФК Младост је забиљежио у сезони 2012/13, када су били шампиони Републике Српске.
Одбојкашки клуб Радник у мушкој конкуренцији је био шампион Републике Српске 2002. и 2005. године те побједник Купа 2005. године, а у женској конкуренцији ОК Радник је освојио Куп Републике Српске 2005. године.
Каратисти су се под називом „Партизан” такмичили у II лиги Југославије, а под називом „Пантери” били су прваци Премијер лиге БиХ 2006. године, уз мноштво медаља освојених на свјетским и првенствима Европе. Боксерски клуб Радник је најуспјешнији боксерски колектив на подручју бивше Југославије у сезони 2007/08. Члан БК Радник Велибор Видић је пети на ранг листи Олимпијског комитета за Европу. Шаховски клуб Пантери се успјешно такмичи у Премијер лиги БиХ, a њихов члан Далибор Стојановић је учесник Олимпијских игара у шаху.

## Побратимљени градови и међународна сарадња
Бијељина је побратимљена са сљедећим градовима:
- Куманово — 2006.
- Лангенхаген — 2007. (сарадња успостављена 1999)
- Крушевац — 2008.
- Русе — 2009.
- Општина Пећ / Гораждевац — 2013.
- Лесковац — 2018.

Такође, Град Бијељина у оквиру прекограничне сарадње развија интензивне економске и културне односе са многим сусједним градовима и општинама у земљама окружења.

## Познате личности
Сљедеће познате личности су рођене у Бијељини:
- Алија Алијагић
- Бранимир Бајић
- Бранислав Ивковић
- Василије Перић
- Велимир Стјепановић, репрезентативац Србије у пливању
- Горан Јелисић
- Дејан Мијач
- Драгиша Шарић
- Звонимир Вучковић
- Иван Кнежевић, кнез
- Лука Јовић
- Љубиша Савић Маузер
- Мирза Бегић
- Мирослав Миловановић
- Мићо Мићић, начелник општине
- Стеван Мићић, репрезентативац Србије у рвању
- Мориц Романо
- Родољуб Чолаковић
- Саво Милошевић, српски фудбалер
- Светозар Самуровић
- Стјепан Тонковић, сликар
- Фадил Јахић Шпанац
- Френки, репер
- Радмила Кајмаковић, етнологиња
- Здравко Кајмаковић, етнолог
- Зорка Чордашевић, пјесникиња
- Ђорђе Настић, глумац-каскадер